# Phrynobatrachus cricogaster
Phrynobatrachus cricogaster är en groddjursart som beskrevs av Perret 1957. Phrynobatrachus cricogaster ingår i släktet Phrynobatrachus och familjen Phrynobatrachidae. IUCN kategoriserar arten globalt som sårbar. Inga underarter finns listade i Catalogue of Life.